# Campeonato de Fútbol de Costa Rica 1939
El Campeonato de Fútbol de 1939, fue la edición número 19 de Liga de Fútbol de Costa Rica en disputarse, organizada por la FEDEFUTBOL.
Alajuelense obtuvo su segundo campeonato en su historia, luego de 11 años de espera, en la que ha sido la mayor diferencia de años entre un título y otro que ha tenido la escuadra eriza.

## Equipos Inscritos
| Provincia | N.º | Equipos                                  |
| --------- | --- | ---------------------------------------- |
| San José  | 3   | La Libertad, Gimnástica Española y Orión |
| Alajuela  | 1   | Alajuelense                              |
| Cartago   | 1   | Cartaginés                               |
| Heredia   | 1   | Herediano                                |

## Formato del Torneo
Se jugaron dos vueltas, en donde los equipos debían enfrentarse todos contra todos. 

## Tabla de posiciones
| Equipo | Pts | PJ | PG | PE | PP | GF | GC | DG  |
| --- | --- | -- | -- | -- | -- | -- | -- | --- |
| Liga Deportiva Alajuelense | 17  | 10 | 8  | 1  | 1  | 49 | 19 | +30 |
| Club Sport Herediano | 14  | 10 | 6  | 2  | 2  | 34 | 25 | +9  |
| Orión F.C. | 9   | 10 | 3  | 3  | 4  | 25 | 34 | -9  |
| Club Sport La Libertad | 7   | 10 | 2  | 3  | 5  | 23 | 25 | -2  |
| Sociedad Gimnástica Española | 7   | 10 | 3  | 1  | 6  | 23 | 33 | -10 |
| Club Sport Cartaginés | 6   | 10 | 1  | 4  | 5  | 26 | 44 | -18 |
| Pts – Puntos; PJ – Partidos Jugados; PG - Partidos Ganados; PE - Partidos Empatados; PP - Partidos Perdidos; GF – Goles a Favor; GC – Goles en Contra; DG – Diferencia de Goles |     |    |    |    |    |    |    |     |

|  |                  |
|  | Campeón Nacional |

| Campeón Liga Deportiva Alajuelense Campeonato #2 |

Planilla del Campeón: Luis Salas, Tomás Alfaro, Carlos Arroyo, Juan Chavarría, Manuel Montoya, Víctor Álvarez, José L. Rojas, Alejandro Morera, Antonio Vinyets, Salvador Soto, Jorge Rojas, Evelio Martínez, Benigno Vargas, Marco Monge.

## Goleador
| Jugador               | Equipo      | Goles |
| --------------------- | ----------- | ----- |
| Alejandro Morera Soto | Alajuelense | 23    |

## Torneos
| Predecesor: Campeonato 1938 | Liga de Fútbol de Costa Rica Campeonato 1939 | Sucesor: Campeonato 1940 |